# Museo dell'IFAN
Il Museo dell'IFAN è un museo con sede a Dakar in Senegal e istituito nel 1938, come museo etnografico annesso all'Università Cheikh Anta Diop e all'Istituto Fondamentale d'Africa Nera.